# Poustevna svatého Sergeje (Solovecký klášter)
Poustevna svatého Sergeje (rusky Сергиевский скит) je jedna z pousteven Soloveckého kláštera, nacházející se na ostrově Velká Muksalma. Její vznik úzce souvisí se staletým chovem dobytka pro klášterní potřeby na tomto ostrově.

## Historie
Když v 15. století přepodobný Zosima Solovecký zakázal chovat na Soloveckém ostrově plodící zvířata, klášter začal využívat k rozmnožování dobytka a chovu dojnic nedaleký ostrov Velká Muksalma. V polovině 16. století za představeného Filipa (pozdější moskevský metropolita Filip II.) byly lesy na ostrově vymýceny a přeměněny v pastviny, zřídily se chlévy.
Roku 1829 byl z kláštera na ostrov přenesen starý dřevěný hřbitovní chrám svatého Onufria a po přestavbě zasvěcen svatému Blažeji, patronovi dobytka. V roce 1839 se objevily napajedlo a ruská sauna, vystavěné z místních valounů. Výrazným impulzem k rozvoji ostrova byla hráz, která Solovecký ostrov spojila s Velkou Muksalmou a umožnila nezávisle na počasí hnát dobytek a vozit potřebný náklad z ostrova na ostrov.
Na náklady kupce M. I. Šapošnikova byl roku 1876 vystavěn kamenný chrám zasvěcený přepodobnému Sergeji Radoněžskému. Autorem projektu byl archangelský architekt Pavel Vasiljevič Karmin. V souvislosti s existencí chrámu byla na Velké Muksalmě roku 1900 oficiálně založena poustevna sv. Sergeje. Na počátku 20. století ještě přibyly dvě budovy s celami, jedna kamenná s hospodářskými prostorami a lednicí a druhá dřevěná. V téže době vznikl také velký cihlový kurník.

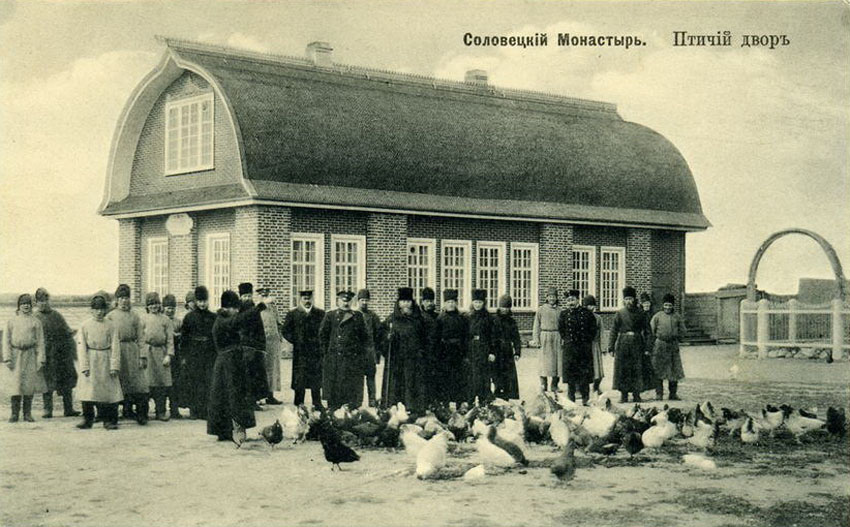
Kurník na dobové pohlednici

S otevřením poustevny začali na ostrov častěji proudit poutníci, kteří se mimo jiné také přicházeli podívat na vzorné ostrovní hospodářství. Ruský spisovatel Vasilij Ivanovič Němirovič-Dančenko vzpomíná ve svém cestopise Vzpomínky a příběhy z cesty s poutníky na Solovky z roku 1874 na poustevnu sv. Sergeje takto: „Přijeli jsme na Muksalmu, zelenající se, pokrytou pastvinami. S námi vešlo na most celé stádo znamenitých krav a telat - dohromady deset kusů. Poslali je pást se na svěží louky Soloveckého ostrova. Navštívili jsme kurník, farmu, kde jsme si prohlédli velkolepě udržované konírny, které každý den čistý a myjí. Díky tomu je neobyčejné krásný všechen solovecký dobytek. Teplá místnost na zakvašování mléka byla až pedantsky naklizena. Měděné nádoby na mléko uložené v komoře se lesknou jako zrcadla... Chladná jizba na skladování mléčných výrobků a hned vedle lednice - vrchol hospodářského pohodlí a čistoty. Člověk neví, čemu se dřív divit... na co se jen podíval - vše bylo dokonalé, vše ohromovalo pohodlím a účelností.“
Po Říjnové revoluci ve 20. a 30. letech 20. století se zde nacházelo jedno z oddělení Soloveckého tábora zvláštního určení, zemědělská činnost neustala, pouze zde nyní pracovali vězni. Někdy v této době byl také zcela zbořen chrám Sergeje Radoněžského. Během 2. světové války zde bylo zřízeno provizorní letiště. Po válce se zde krátce nacházelo hospodářství Učebního oddílu Severní flotily. Od počátku 60. let se budovy nevyužívaly a postupně se měnily v ruiny.

## Současnost
Mniši ze Soloveckého kláštera se do poustevny sv. Sergeje nastálo vrátili roku 2003. V roce 2010 začaly práce na obnově prvních objektů poté, co patriarcha Kirill dal požehnání obnově poustevny coby místa modlitby a práce. Na dny památky sv. Sergeje Radoněžského 18. července a 8. října se na místě zničeného chrámu slouží mše.

## Galerie

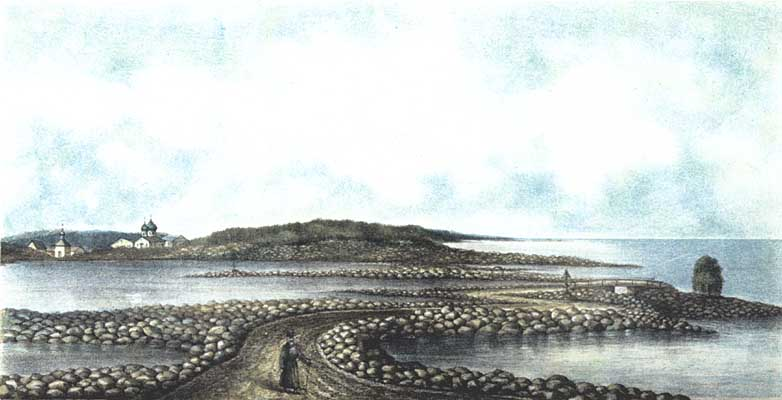
Hráz na Velkou Muksalmu, 1884
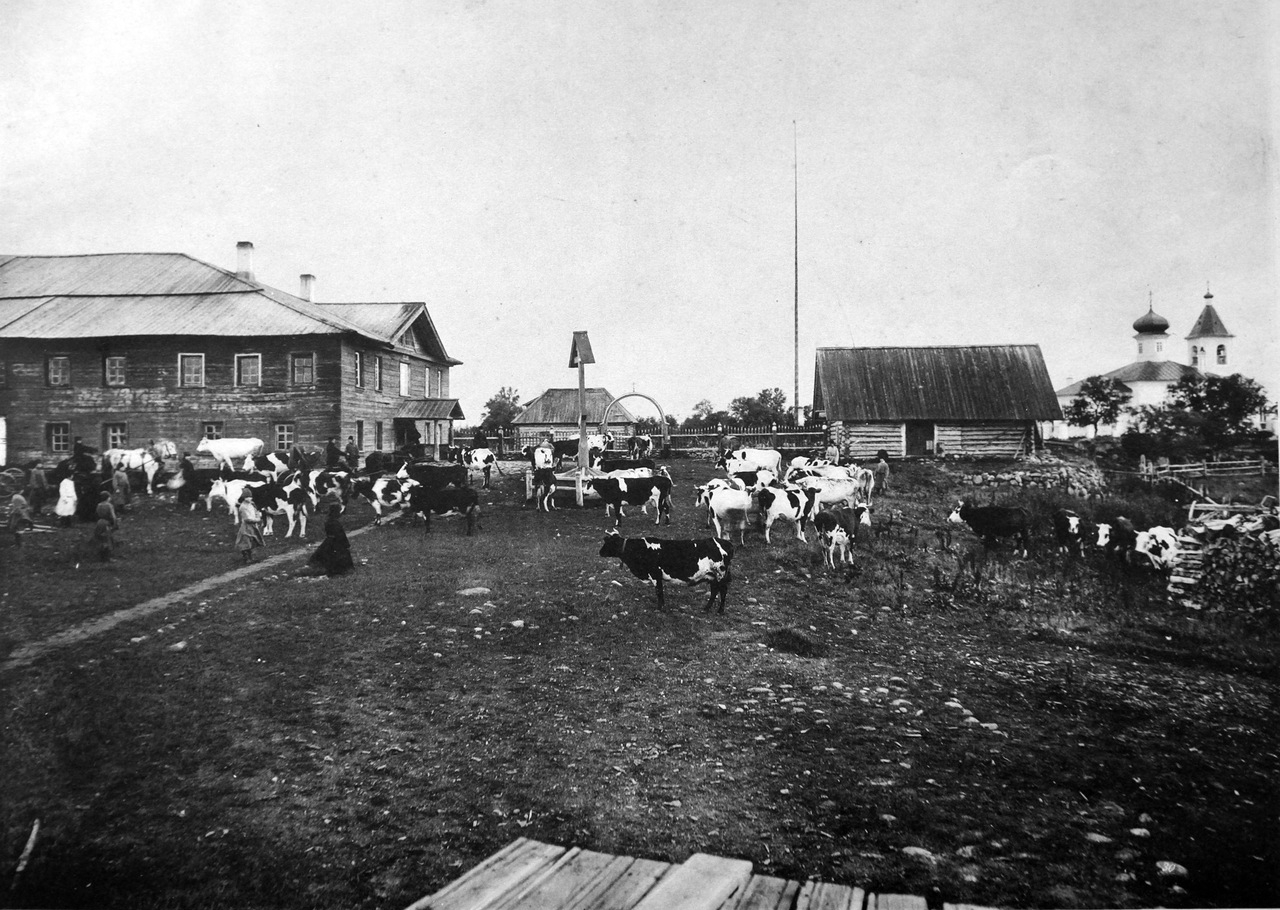
Hospodářství poustevny sv. Sergeje, 1900
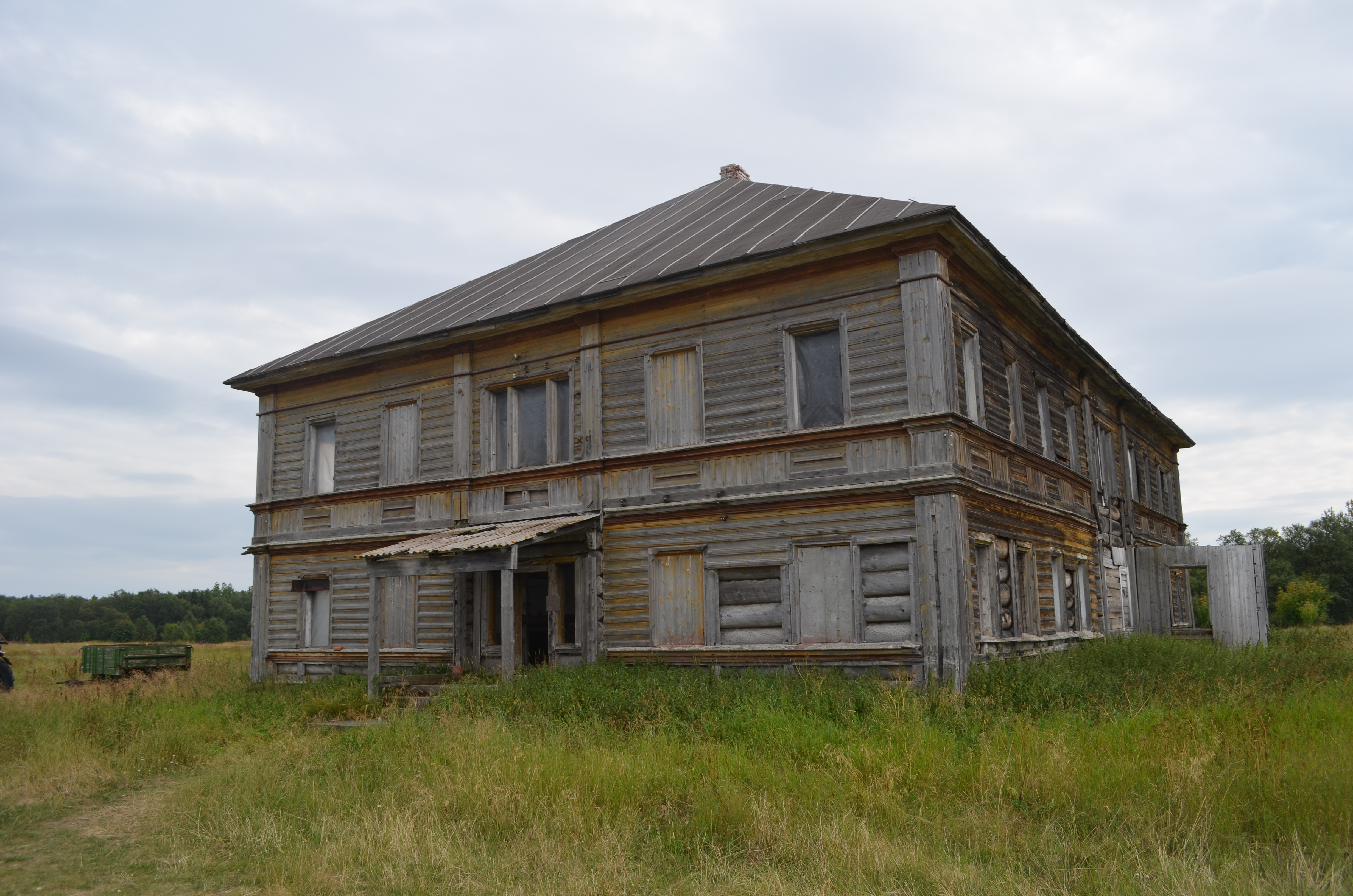
Dřevěné cely
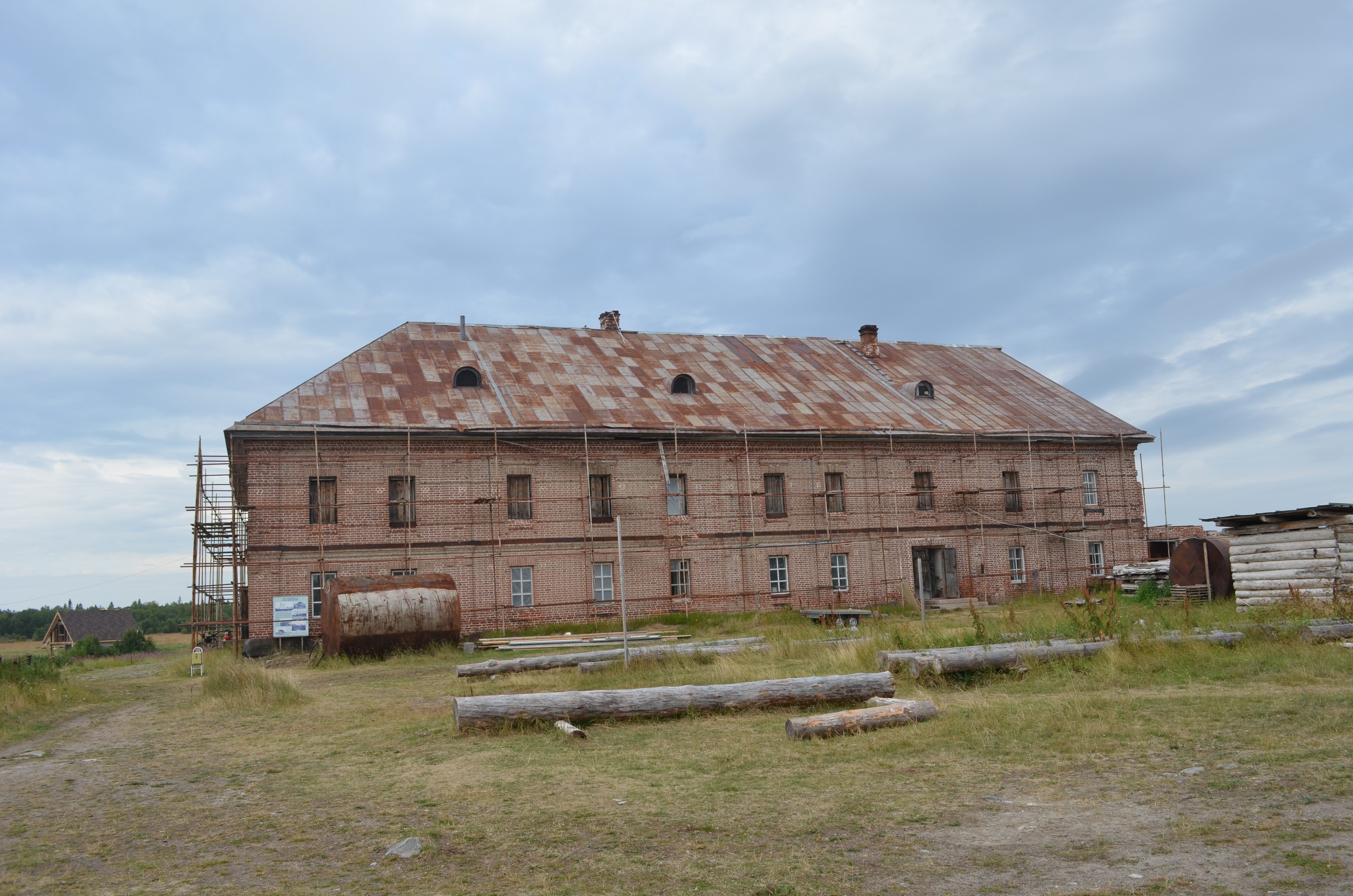
Cihlová hospodářská budova s celami
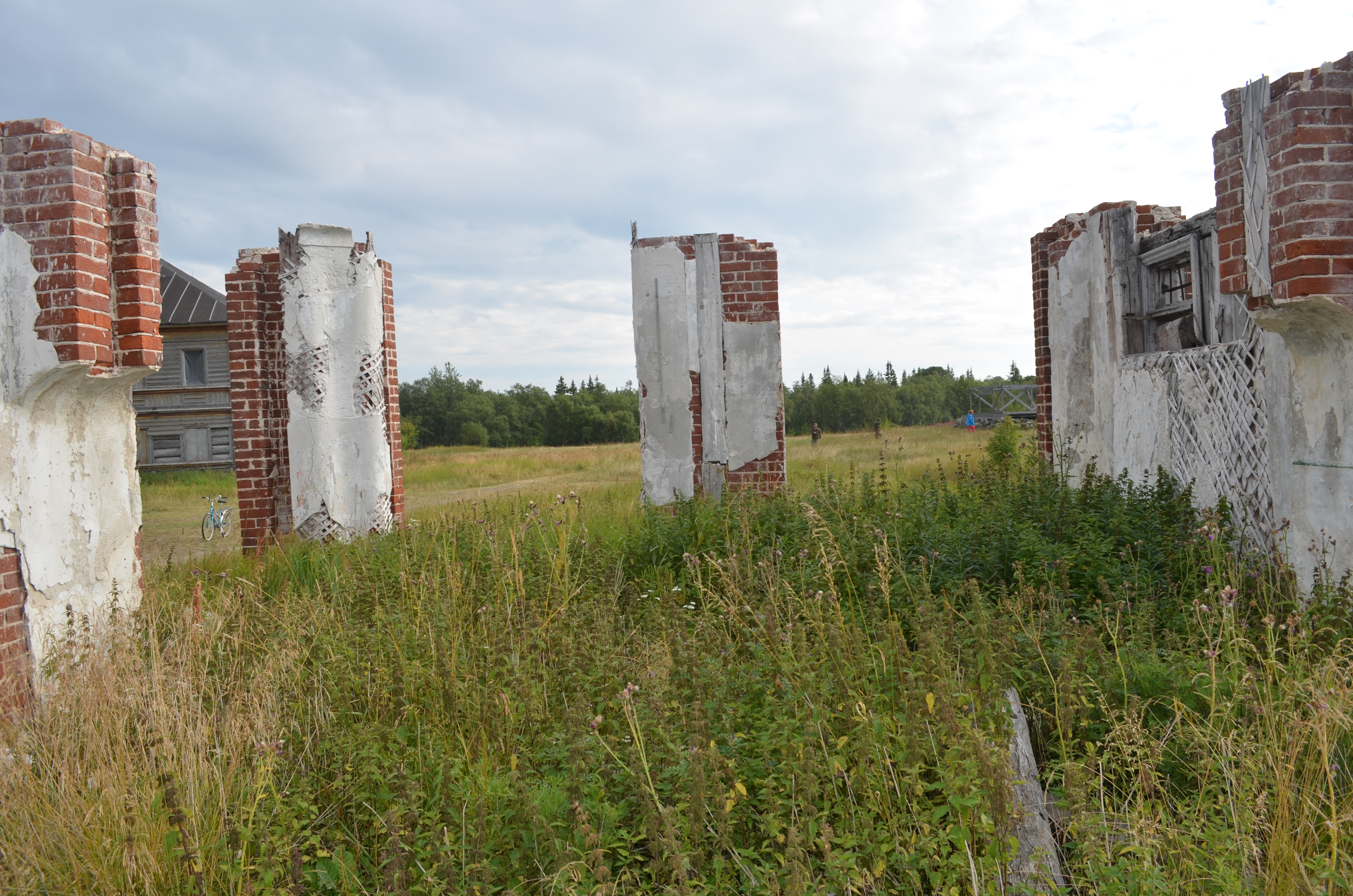
Ruiny kurníku
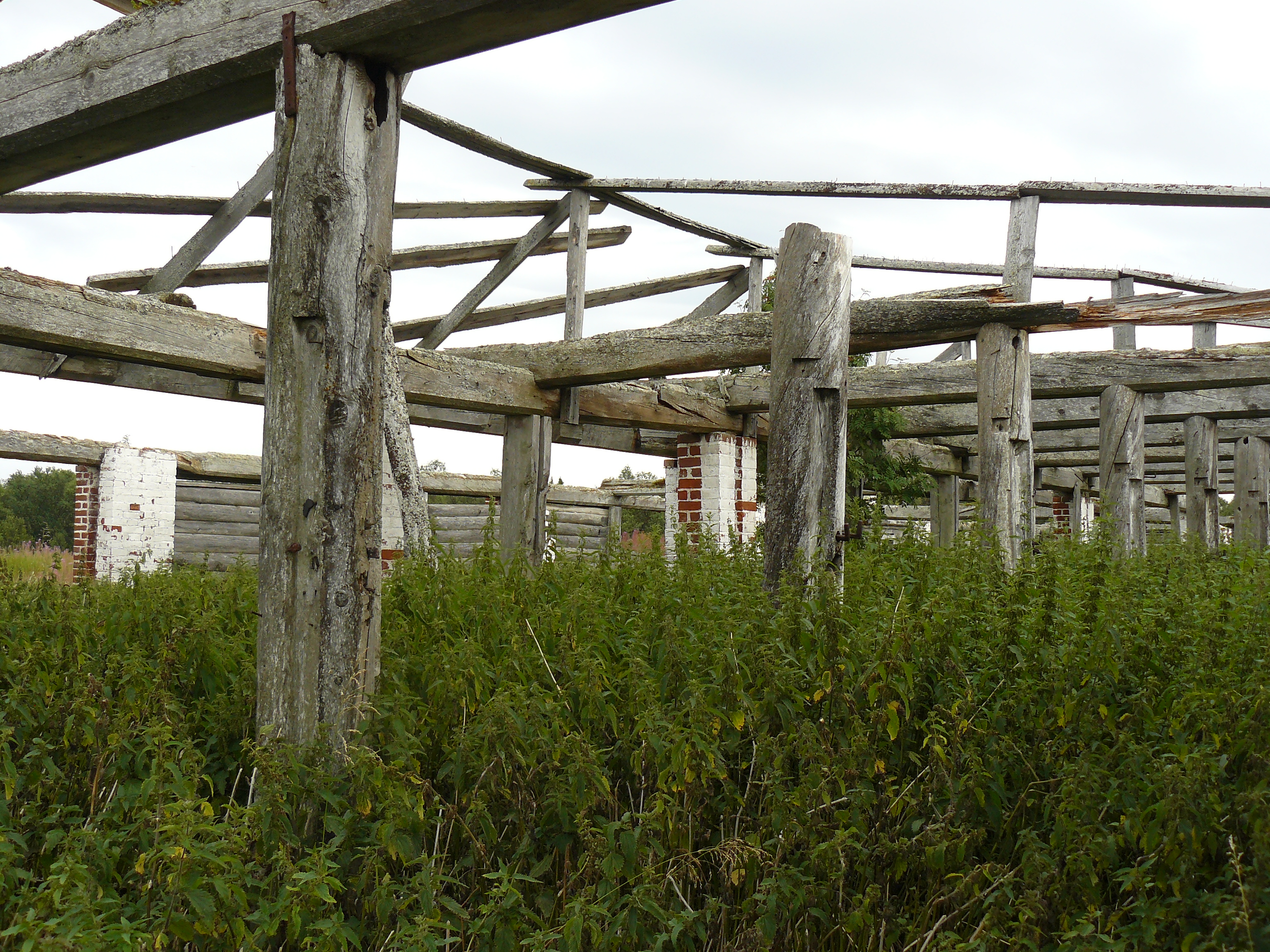
Pozůstatky chlévů
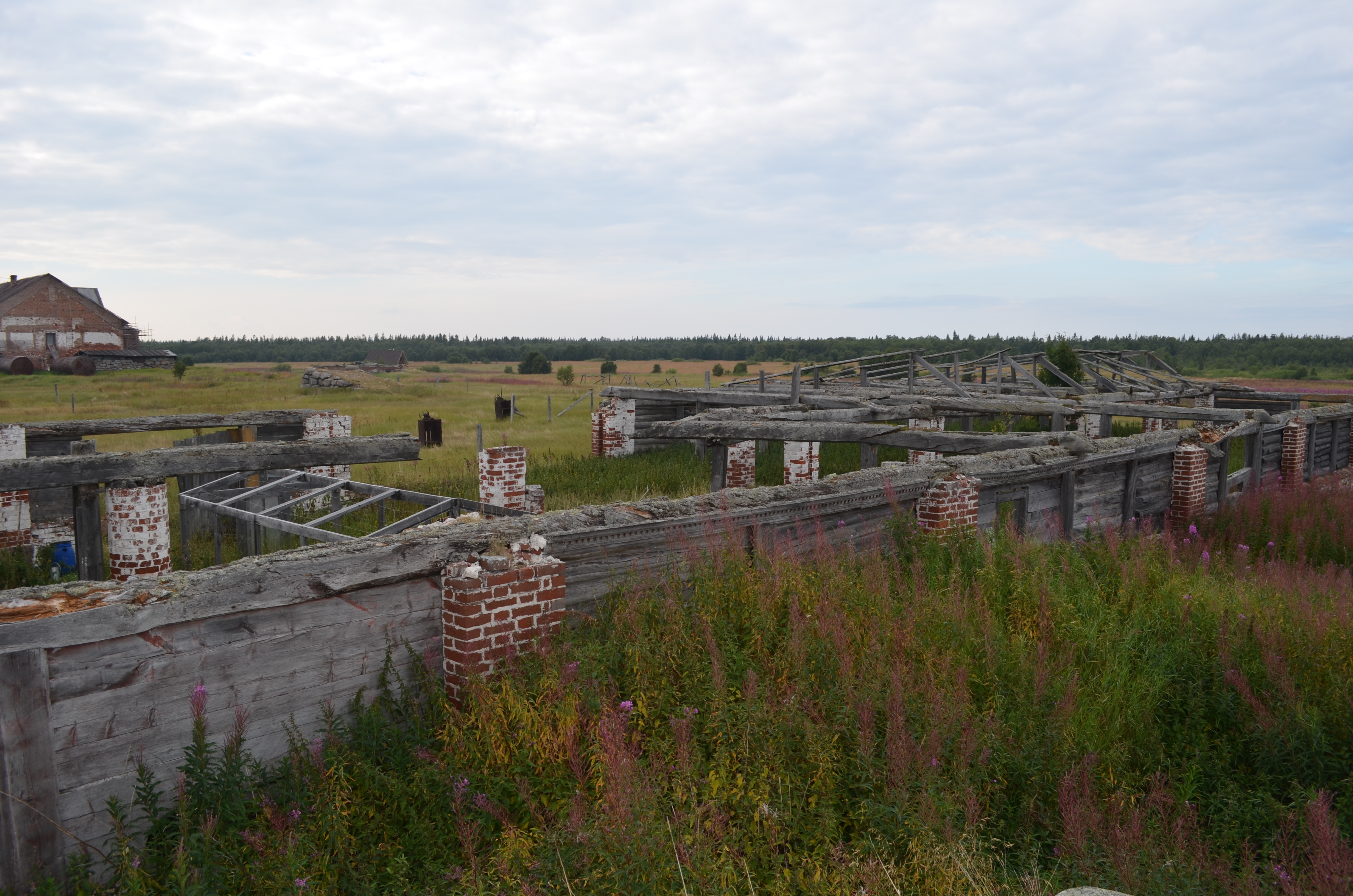
Pozůstatky chlévů
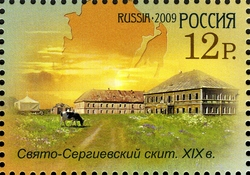
Poustevna sv. Sergeje na poštovní známce